# 圆茎翅茎草
圆茎翅茎草（学名：Pterygiella cylindrica）为玄参科翅茎草属下的一个种。

## 扩展阅读
- 維基物種上的相關：圆茎翅茎草